# Beneficiaire aanvaarding
Beneficiaire aanvaarding (Nederland) of aanvaarding onder voorrecht van boedelbeschrijving (België en Nederland) is een begrip uit het erfrecht dat doelt op aanvaarding van een nalatenschap met uitsluiting van persoonlijke aansprakelijkheid voor schulden voor zover de erfenis per saldo negatief is. Een erfgenaam die onder het voorrecht van boedelbeschrijving heeft aanvaard, kan door schuldeisers van overledene of voor voldoening van de erfbelasting niet worden aangesproken in het eigen vermogen. Een erfgenaam is niet verplicht een erfenis te accepteren, dit is een van de drie keuzes die een erfgenaam heeft, de andere twee zijn zuivere aanvaarding en verwerping van de nalatenschap. Elke erfgenaam kan een eigen keuze maken. Wordt een nalatenschap door minstens één erfgenaam beneficiair aanvaard, moet de nalatenschap worden vereffend volgens vaste wettelijke regels. Dat doen de erfgenamen, tenzij er meer schulden dan bezittingen blijken ze zijn, dan is er een procedure waarvan het verloop vergelijkbaar is met de afwikkeling van een faillissement. Na beneficiaire aanvaarding kan een erfenis in België niet meer worden verworpen, in Nederland alleen onder bijzondere omstandigheden (art. 4:194 en 194a BW). Een erfgenaam kan hier niet meer voor kiezen als hij al handelingen heeft verricht als erfgenaam die zuivere aanvaarding inhouden, bijvoorbeeld het voldoen van vorderingen uit de nalatenschap of het verkopen van goederen.

## België
De aanvaarding onder voorrecht van boedelbeschrijving is in België een van de drie opties in het kader van de erfkeuze. De andere opties zijn de zuivere aanvaarding en de verwerping van de nalatenschap. De aanvaarding onder voorrecht van boedelbeschrijving wordt geregeld in de artikelen 4.49 tot 4.57 van het Burgerlijk Wetboek.

## Frankrijk
In Frankrijk wordt de aanvaarding van een nalatenschap ten belope van het netto-actief (acceptation de la succession à concurrence de l'actif net) geregeld in de artikelen 787 tot 803 van het Franse Burgerlijk Wetboek, de Code Civil.
De aanvaarding tot aan het nettovermogen geeft de erfgenaam volgende voordelen (art. 791 Frans BW):
- er treedt geen vermenging in van zijn persoonlijk vermogen met dat van de nalatenschap;
- de erfgenaam behoudt ten opzichte van de nalatenschap alle rechten die hij voorheen had op de goederen van de overledene;
- en de erfgenaam moet slechts instaan voor de schulden van de nalatenschap ten belope van wat hij zelf uit de nalatenschap verkrijgt.

## Nederland

### Zuivere aanvaarding door gedrag
De keus voor zuivere aanvaarding is vormvrij en kan worden afgeleid uit gedrag van een erfgenaam, zo bepaalt artikel 4:192 lid 1 BW. Wanneer uit ondubbelzinnige gedragingen, gedaan zonder voorbehoud, is af te leiden dat zuiver is aanvaard, kan later niet meer beneficiair worden aanvaard, tenzij onverwacht schulden boven water komen waarvan men het bestaan niet kon kennen (art. 4:194 lid 2 BW).

### Formaliteiten voor beneficiair aanvaarden erfenis
Om als erfgenaam een erfenis beneficiair te aanvaarden, moet formeel een verklaring van beneficiaire aanvaarding van de nalatenschap door de griffie van de rechtbank worden opgemaakt. Deze akte wordt ingeschreven in het boedelregister, zodat de beneficiaire aanvaarding voor schuldeisers van de erflater kenbaar is. Een erfgenaam die geen keuze maakt, wordt geacht beneficiair te aanvaarden wanneer een of meer mede-erfgenamen door een griffieverklaring beneficiair hebben aanvaard, tenzij hij alsnog binnen drie maanden de nalatenschap zuiver aanvaardt of verwerpt.
Een wettelijke vertegenwoordiger van een (minderjarige) erfgenaam behoeft voor verwerping een machtiging van de kantonrechter, een bewindvoerder over het vermogen van een meerderjarige kan met toestemming van de rechthebbende elk van de drie mogelijkheden kiezen, zonder toestemming alleen beneficiair aanvaarden (art. 1:441 BW). In alle overige gevallen wordt de betreffende erfgenaam geacht beneficiair te aanvaarden.
Is een nalatenschap door een of meer erfgenamen beneficiair aanvaard dan worden van rechtswege alle erfgenamen vereffenaar met de opgave een boedelbeschrijving op te maken en de schulden te voldoen. Zijn er meer schulden dan baten, benoemt de kantonrechter een derde als vereffenaar, deze wikkelt de erfenis af volgens wettelijke regels die vergelijkbaar zijn met die voor een faillissement. Dat is alleen anders wanneer bij testament een executeur is aangesteld en deze een verklaring afgeeft dat de nalatenschap ruimschoots toereikend is om alle schulden te voldoen. De executeur draagt dan zorg voor voldoening van de schulden.
Indien alle partijen zich daarmee verenigen en het vrije beheer over hun goederen hebben, kan een voorgeschreven boedelbeschrijving plaatsvinden bij een onderhandse akte. In alle andere gevallen geschiedt zij bij notariële akte.
De kantonrechter kan, op verzoek van een belanghebbende of ambtshalve, de erfgenamen gelasten de beneficiaire aanvaarding bekend te maken in de Staatscourant (art.4:192 lid 2 BW). Aan deze publicatie zijn geen kosten verbonden.
Een notaris die op verzoek van de gezamenlijke erfgenamen als boedelnotaris voor de beneficiair aanvaarde nalatenschap optreedt, doet zich als zodanig inschrijven in het boedelregister. Zijn niet alle erfgenamen het er over eens de notaris als boedelnotaris te laten werken, kan deze slechts als partijnotaris voor de betreffende erfgenamen werken, de overige erfgenamen worden  daarvan zo spoedig mogelijk in kennis gesteld.

### Lichte en zware vereffening
Er wordt onderscheid gemaakt tussen een lichte en een zware vereffeningsprocedure. In beginsel is bij beneficiaire aanvaarding de lichte vereffeningsprocedure van toepassing. Dit houdt in dat de erfgenamen een boedelbeschrijving moeten opmaken en ter inzage leggen, de schuldeisers per brief moeten oproepen en de nalatenschapschulden moeten voldoen. De rechter kan de erfgenamen vrijstellen van de verplichting om een boedelbeschrijving ter inzage te leggen, als sprake is van een eenvoudige nalatenschap of als er weinig crediteuren zijn en de schulden van de nalatenschap onmiddellijk kunnen worden voldaan.
Gegevens over bezittingen en schulden in de nalatenschap kunnen zowel voor de aangifte voor de erfbelasting als voor de boedelbeschrijving van belang zijn. De aangifte erfbelasting kan per nalatenschap geschieden of per erfgenaam. Erfgenamen hebben in beginsel acht maanden de tijd na het overlijden om aangifte te doen. Ze hoeven wegens de vrijstellingen niet altijd aangifte te doen.
Bij de parlementaire behandeling van de Wet bescherming erfgenamen tegen schulden in 2016  gaf de regering aan er geen voorstander van te zijn om van beneficiaire aanvaarding de standaard te maken. Hoewel in de meeste gevallen de extra kosten en administratieve lasten van de lichte vereffeningsprocedure voor de individuele erfgenaam minimaal zijn en ook niet heel bezwaarlijk, zal een wetswijziging waarbij alle nalatenschappen, inclusief alle positieve nalatenschappen, onder toezicht van de kantonrechter moeten worden afgewikkeld tot extra kosten en een lastenverzwaring voor burgers en gerechten leiden.

### Te betalen kosten
Beneficiaire aanvaarding vrijwaart niet voor alle kosten. De erfgenamen moeten in ieder geval de kosten betalen van de beneficiaire aanvaarding, ook als die hoger zijn dan de waarde van de bezittingen in de nalatenschap:
- Griffierecht. Voor het opmaken van de akte door een rechter of griffier is ingevolge artikel 22 van de Wet griffierechten burgerlijke zaken griffierecht van € 127 (2019) verschuldigd.[5][6] Als meerdere erfgenamen tegelijk beneficiair aanvaarden is het bedrag maar eenmaal verschuldigd.
- Eventuele kosten van een ingeschakelde dienstverlener.
- Eventuele kosten om de aanwijzingen van de kantonrechter uit te voeren.

Het tweede en derde item zijn vereffeningskosten; deze worden aangemerkt als boedelschuld en hebben daardoor een hogere rangorde dan gewone schulden (vergelijk de boedelschuld bij een faillissement). Dit betekent dat de boedelschuld uit de bezittingen, voor zover toereikend, mag worden voldaan, ongeacht de gewone schulden.